# Кантрі-Гоумс (Вашингтон)
Кантрі-Гоумс (англ. Country Homes) — переписна місцевість (CDP) в США, в окрузі Спокен штату Вашингтон. Населення — 6251 особа (2020).

## Географія
Кантрі-Гоумс розташоване за координатами 47°44′52″ пн. ш. 117°25′11″ зх. д. / 47.74778° пн. ш. 117.41972° зх. д. (47.747798, -117.419659).  За даними Бюро перепису населення США в 2010 році переписна місцевість мала площу 4,28 км², уся площа — суходіл.

## Демографія
Згідно з переписом 2010 року, у переписній місцевості мешкала 5841 особа в 1867 домогосподарствах у складі 1118 родин. Густота населення становила 1364 особи/км².  Було 1985 помешкань (464/км²).
Расовий склад населення:
| - 90,1 % — білих - 2,0 % — азіатів - 1,6 % — корінних американців - 1,6 % — чорних або афроамериканців - 0,2 % — вихідців з тихоокеанських островів - 1,1 % — осіб інших рас |

До двох чи більше рас належало 3,5 %. Частка іспаномовних становила 4,9 % від усіх жителів.
За віковим діапазоном населення розподілялося таким чином: 16,7 % — особи молодші 18 років, 70,9 % — особи у віці 18—64 років, 12,4 % — особи у віці 65 років та старші. Медіана віку мешканця становила 23,0 року. На 100 осіб жіночої статі у переписній місцевості припадало 89,3 чоловіків;  на 100 жінок у віці від 18 років та старших — 86,8 чоловіків також старших 18 років.
Середній дохід на одне домашнє господарство  становив 55 920 доларів США (медіана — 49 044), а середній дохід на одну сім'ю — 63 585 доларів (медіана — 59 493). Медіана доходів становила 46 094 долари для чоловіків та 35 888 доларів для жінок. За межею бідності перебувало 20,7 % осіб, у тому числі 18,8 % дітей у віці до 18 років та 3,0 % осіб у віці 65 років та старших.
Цивільне працевлаштоване населення становило 2277 осіб. Основні галузі зайнятості: освіта, охорона здоров'я та соціальна допомога — 32,0 %, мистецтво, розваги та відпочинок — 16,8 %, роздрібна торгівля — 10,8 %, науковці, спеціалісти, менеджери — 8,0 %.